# 1954 у кіно

## Події
- 25 березня-4 квітня — 7-й Каннський міжнародний кінофестиваль, Канни, Франція.
- 18-29 червня — 4-й Берлінський міжнародний кінофестиваль, Західний Берлін.
- 22 серпня-7 вересня — 15-й Венеційський кінофестиваль, Венеція, Італія.

## Фільми
- Біле Різдво
- Вікно у двір
- Приборкувачка тигрів
- Сім самураїв
- У випадку вбивства набирайте «М»

## Персоналії

### Народилися
- 14 січня — Вано Янтбелідзе, радянський та грузинський актор театру і кіно.
- 19 січня — Рибаков В'ячеслав Михайлович, радянський і російський вчений-сходознавець, історик, письменник і сценарист, доктор історичних наук.
- 22 січня — Леонід Ярмольник, радянський і російський актор театру і кіно.
- 18 лютого:
  - Джон Траволта, американський актор.
  - Леонора Фані, італійська акторка, висхідна зірка італійського кіно 1970-х років.
- 27 березня — Жилко Лариса Миколаївна, радянський і український художник театру і кіно.
- 1 квітня — Легін Валерій Петрович, український актор театру, кіно та дубляжу.
- 7 квітня — Джекі Чан, гонконзько-американський актор, кінорежисер, каскадер і сценарист.
- 11 квітня — Гаркалін Валерій Борисович, радянський і російський актор театру і кіно.
- 30 квітня — Джейн Кемпіон, новозеландська режисерка, сценаристка і продюсер.
- 1 травня — Карло Буччироссо, італійський актор та комік.
- 21 липня — Дейцев Олександр Миколайович, радянський та український актор.
- 26 липня — Петеріс Ґаудіньш, радянський латвійський кіно- і театральний актор та режисер.
- 16 серпня — Джеймс Кемерон, канадський кінорежисер.
- 29 серпня — Ремігіюс Сабуліс, радянський і литовський актор театру і кіно, сценарист, режисер.
- 4 вересня — Віктор Бичков, радянський і російський актор театру і кіно.
- 8 жовтня — Майкл Дудікофф, американський актор.
- 14 жовтня — Кунцевич Микола Віталійович, — український митець і дисидент
- 12 листопада:
  - Бразговка Ірина Володимирівна, радянська російська акторка театру, кіно й телебачення.
  - Юрій Кара, радянський і російський режисер, сценарист, продюсер.
- 24 листопада — Емир Кустуриця, югославський кінорежисер.
- 4 грудня — Гладій Григорій Степанович, український та канадський актор театру та кіно, театральний режисер і педагог.
- 28 грудня — Дензел Вашингтон, американський актор і режисер.

### Померли
- 3 березня — Емілі Фіцрой, англійська кіноактриса.
- 10 квітня — Огюст Люм'єр, один з братів Люм'єр, родоначальник кіно, засновник французької кіноіндустрії та кінорежисури.
- 29 квітня — Джое Май, німецький і американський кінорежисер і продюсер австрійського походження.
- 7 травня — Демуцький Данило Порфирович, український фотограф та кінооператор.
- 7 червня — Шумський Юрій Васильович, український різноплановий актор.
- 24 червня — Гребнер Георгій Едуардович, російський кінодраматург.
- 6 серпня — Віра Сіссон, американська акторка.
- 3 жовтня — Герберт Прайор, британський актор кіно.
- 12 листопада — Джон Міган, канадський сценарист.
- 15 листопада — Лайонел Беррімор, американський актор.